# Seigō Nakano
Seigō Nakano (中野 正剛 Nakano Seigō?) (12 febrero de 1886 – 27 de octubre de 1943) fue un dirigente político durante el Japón Imperial, que defendió la instauración de un régimen fascista para el Japón con el objetivo de completar la Restauración Meiji.

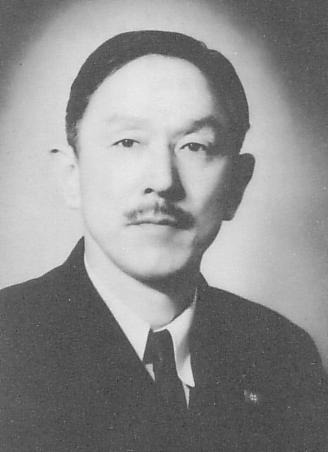
Seigō Nakano

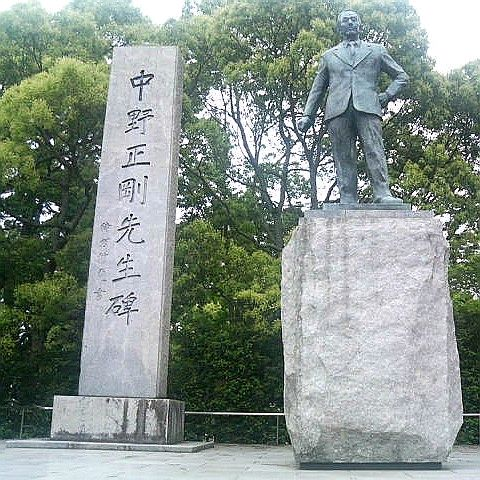
Estatuta de Seigō Nakano localizada en Fukuoka, Japón.

Nakano buscaba traer el renacimiento de Japón a través de una mezcla de un nacionalismo modelado en base al fascismo europeo, pero de corte neoconfucianista, populista y basado en la ética del samurai. Vio a Saigō Takamori como una personificación del 'espíritu verdadero' del Meiji ishin, y como la tarea del Japón el recapturar a éste.
Nakano formó el Kokumin Dōmei (Alianza Nacional) con Adachi Kenzō en diciembre de 1932. Dejó el grupo al dividirse en una subfacción del grupo y formar el Tōhōkai ("Sociedad Del Este Lejana"; ver su bandera aquí) en mayo de 1936.
En diciembre de 1937, Nakano tuvo una cita personal con Benito Mussolini. En el mes próximo, se conoció con Adolf Hitler y Joachim von Ribbentrop.
En enero de 1939, Nakano dio un discurso sobre la necesidad urgente de un Japón totalitario.  Argumentó en contra de quienes "dicen que ni el fascismo ni el nazismo son apropiados para nuestra nación."  Él distinguió entonces entre  el antiguo despotismo conservador, y un "Totalitarismo... basado en lo esencial."  Argumentando en contra del gobierno de la mayoría (puesto que la mayoría "es la causa precisa de la decadencia contemporánea") y "un individualismo qué no muestra ninguna consideración hacia con los otros",  pide un "gobierno que vaya más allá de la democracia" dando consideración a "la esencia de los seres humanos."  Con la unificación orgánica de los individuos que "comparten ideales comunes y una manera común de sentir," puede ser formada "una organización nacional perfecta." 
Verbalmente crítico del régimen de Tōjō, Nakano fue sometido a censura para publicar artículos o hacer discursos públicos. Fue puesto bajo arresto domiciliario, y cometió el seppuku (suicidio ritual) el 27 de octubre de 1943.
- Datos: Q1135245
- Multimedia: Seigō Nakano / Q1135245